# Середньочеський кубок з футболу 1942
Середньочеський кубок 1942 (чеськ. Stredoceský Pohár 1942) — двадцять третій і останній розіграш футбольного кубку Середньої Чехії. Переможцем змагань вперше став клуб «Богемія» (Прага).

## Результати матчів
1/8 фіналу
- «Славія» (Прага) — «Нусле» — 5:4 (Біцан-5 — ?)

1/4 фіналу
- «Славія» (Прага) — СК «Бржевнов» — 4:0

1/2 фіналу
- «Славія» (Прага) — «Спарта» (Прага) — 2:4 (Біцан-2 — Зматлік-2, Лудл, Гронек)
- «Богемія» (Прага) —

## Фінал
| 1942 |

| «Богемія» (Прага) | 8 — 6 | «Спарта» (Прага) |
| ----------------- | ----- | ---------------- |
|                   |       |                  |

| Прага |